# Aventura (banda)
Aventura es una agrupación estadounidense de origen dominicano de bachata fundada por Anthony "Romeo" Santos, Lenny Santos, Max Agende Santos y Henry Santos. Son considerados como uno de los grupos latinos más influyentes de todos los tiempos. El grupo fue parte integral de la evolución de la música bachata y son los pioneros del sonido moderno de la bachata. Aventura lanzó cinco álbumes de estudio en una década, creando muchos éxitos como "Cuando Volverás", "Obsesión", "Un Beso", "Mi Corazoncito", "Los Infieles", "El Perdedor", "Por Un Segundo", "Dile Al Amor", "Hermanita", entre otros. Han llenado muchos foros, incluido el mundialmente famoso Madison Square Garden. Aventura ha sido nominado a premios como los American Music Awards, los Latin Grammy Awards, los Billboard Latin Music Awards y el Premio Lo Nuestro. Aventura es uno de los grupos latinos más reconocidos internacionalmente de las últimas dos décadas y con frecuencia se refieren a sí mismos como "K.O.B." o "Los Reyes de la bachata".
En 2002, la canción «Obsesión» ocupó el n.º 1 en Italia durante 6 semanas consecutivas y en Latinoamérica, España  y América se situó en el Top 10 durante más de 90 días consecutivos.

## Carrera

### 1995-1999: Los Tinellers
En el 1993, Lenny Santos y su hermano Max Santos formaron La Banda Sueño. El cantante principal del grupo en ese momento era un amigo cercano que no era bueno. Lenny y Max estaban buscando un cantante que pudiera ayudarlos a tomar su carrera musical más en serio. Lenny no conocía a nadie en su vecindario que supiera cantar. Más tarde conoció a Anthony Santos a través de uno de los músicos del grupo llamado Ronny Fernández, que asistió a la misma escuela que Anthony. Hicieron clic instantáneamente y los dos comenzaron a trabajar juntos en canciones. Anthony era un cantante y compositor que cantaba con su primo Henry en el coro de su iglesia local. Anthony luego le presenta a Lenny a su primo Henry, quien también se une al grupo. El grupo actuaría para sus vecinos, en las bodegas y en las calles de forma gratuita en el Bronx. El grupo decidió cambiar el nombre a Los Tinellers en alusión a teenagers en inglés. 
En el 1995, el grupo fue descubierto por Elvin Polanco cuando Lenny y Anthony le preguntaron si podían presentarse en un desfile local que él estaba organizando. Elvin, al ver potencial en el grupo, se convirtió en su mánager. Los ayudó a grabar su primer álbum de estudio a pesar de no tener fondos. Lanzaron su álbum debut en 1995 titulado "Trampa de Amor" bajo Elca Productions. El álbum no pegó comercialmente, vendiendo solo un total de cinco copias. Elvin Polanco tuvo algunos problemas de salud y el grupo se quedó sin mánager en ese momento. 

### 1999-2005: Cambio de nombre a Aventura
En el 1996, con la ayuda del nuevo mánager Julio Césart García, el grupo crea una nueva imagen. Julio hizo que el grupo se pareciera a las populares "boy bands" americanos. Cambió el nombre de Los Tinellers a Aventura. Firmaron un contrato discográfico con Premium Latin Music, Inc. Hicieron su gran debut en 1999, con la esperanza de llevar la música bachata a la corriente principal desde su base tradicional. Lentamente comenzaron a reunir fanáticos en las ciudades de Boston y Lancaster. El grupo fue el primero en experimentar con la bachata fusionando el género con R&B, hip hop & rap, reggae y rock. Aventura rompió las reglas de la bachata. Fueron el primer acto de bachata en cantar una canción de bachata completa en inglés. Anthony innovó la bachata con letras frescas que incorporaron canciones con diferentes temas, en lugar de solo cantar sobre el desamor. Lenny innovó la guitarra con su uso de guitarras eléctricas. También innovó el tono de la guitarra de bachata agregando efectos de guitarra como wah, phaser, distorsión, trémolo y armonizador. Max innovó el bajo de bachata con su uso de técnicas como funkeos. Max incorporó muchos riffs de bajo de rock en la bachata.
Tres años después regresaron con We Broke the Rules el 2 de julio de 2002, disco que contiene el tema «Obsesión». La salida de «Love & Hate» el 18 de noviembre de 2003 lo estableció de manera definitiva  en el mercado hispano, y también en el hispano estadounidense gracias a sus canciones en inglés y en spanglish.
El 26 de abril de 2005 regresaron a escena con la producción God's Project, y un año después el 19 de diciembre de 2006 editaron su disco en vivo K.O.B. Live; posteriormente lanzaron un DVD y dos CD cuando cantaron a casa llena en el Madison Square Garden en 2007. Luego sacaron su alegado último disco The Last el 9 de junio de 2009, después de 4 años sin grabar ningún disco en estudio.

### 2010-2011: Separación del grupo
En febrero de 2010, Romeo dio unas declaraciones en una rueda de prensa en la República Dominicana, donde afirmó que el grupo podría separarse, pero de manera temporal. El 12 de septiembre, Max el bajista del grupo comentó en su Twitter («También estoy muy contento por Romeo. Porque yo nunca le deseo mal.. Pero construimos esto juntos») Esto se debió a que el vocalista del grupo Anthony Romeo fue solamente a entregar un premio a los MTV Video Music Awards 2010.
El 22 de febrero de 2011 se presentaron en el Festival de Viña del Mar llevándose la antorcha de plata, antorcha de oro, gaviota de plata y la Gaviota de Oro. En abril de 2011, la agrupación anunció oficialmente su separación y que se tomaría una pausa para trabajar en proyectos musicales individuales. Henry embarcó en una carrera en solitario, buscando ser aceptado sin el grupo. Romeo aprovechó la oportunidad para firmar con Sony Music Latin y también se embarcó en su carrera en solitario. Aunque Max quería concentrarse más en su carrera como rapero, se unió a su hermano Lenny y formaron un nuevo grupo de bachata llamado "D'Element". Luego se unieron a Steve Styles del grupo de bachata Xtreme y cambiaron el nombre del grupo a Vena. 

### 2019-2021: Reencuentro y Gira Inmortal
El 5 de abril de 2019 lanzan una nueva canción llamada Inmortal en el álbum Utopía de Romeo Santos. El 25 del mismo mes se presentaron en los Premios Billboard de la Música Latina donde interpretaron el tema y se llevaron el premio Artista Tropical Del Año, Dúo o Grupo.[cita requerida]
El 21 de septiembre de 2019, el grupo se reunió para el concierto Utopía de Romeo en el MetLife Stadium. Interpretaron éxitos como "Dile al Amor", "Todavia Me Amas" e "Inmortal". El grupo interpretó "Obsesión" junto a Cardi B y también interpretó su exitosa canción "I Like It". El 8 de diciembre de 2019, se hizo un anuncio sobre la próxima gira estadounidense de la banda, La Gira Inmortal. Será su primera gira desde que se separaron en 2011, y comenzó en Los Ángeles el 5 de febrero de 2020. [cita requerida]
El 8 de mayo de 2020, realizaron un show en vivo a través de su canal de YouTube como parte de las sesiones de Bud Light Seltzer, en el que interpretaron algunas canciones de todas sus producciones.[cita requerida] El jueves 14 de mayo, Bud Light informó que la sección en vivo de Aventura rompió el récord de transmisión en vivo en los Estados Unidos con 438 mil visitas simultáneas durante el programa, superando la marca de David Guetta.[cita requerida] El 3 de agosto de 2021, lanzan Volví junto a Bad Bunny y finalizan su gira Inmortal, demostrando a sus fanes y seguidores que siguen siendo los reyes, en República Dominicana con dos funciones consecutivas 18 y 19 de diciembre, siendo la segunda abierta a pedido del público después de que se agotaran rápidamente las entradas para la primera, misma en la que también participó la cantante española Rosalía cantando junto a Romeo el tema «Obsesión». 
En 2022, Romeo Santos lanzó su quinto álbum de estudio sin la presencia de los otros miembros de la agrupación; el álbum se tituló Fórmula, vol.  3. Además realizó una gira que incluyó numerosos espectáculos en estadios con entradas agotadas. Esto hizo pensar a muchos fanáticos que el grupo había vuelto de nuevo a separarse. Mientras tanto, Henry Santos lanzaría numerosos sencillos. En cuanto a Lenny y Max, tendrían una gira de eventos especiales donde tocarían éxitos de Aventura en clubes y lugares pequeños.  Además, Max finalmente lanzó sencillos de rap y algunos álbumes. Los álbumes fueron Fama Y Dolor, Rise of the Phoenix y Max Beats Vol.  1.
El 10 de mayo de 2022, Max Santos fue entrevistado por Mega Atlanta Radio.  Mencionó que se estaba preparando un próximo álbum, pero que no tenía ningún anuncio concreto que hacer. El quinto álbum de estudio en solitario de Romeo, Fórmula, vol.  3, incluía un sketch en el que se reproducía un adelanto de una canción. Los fanáticos afirmaron que el fragmento no sonaba como una canción de Romeo Santos, sino como una canción de Aventura, lo que insinuaba que el grupo eventualmente se reuniría pronto.

### 2024-presente: Nuevo reencuentro y “Brindo Con Agua”
El 25 de febrero de 2024, Romeo publicó una historia en las redes sociales sobre algo que iba a publicar al día siguiente. Al día siguiente, cada miembro del grupo publicó un video que indicaba que habían regresado.  Al día siguiente anunciaron fechas de su gira, Cerrando Ciclos, que se considera la gira final del grupo. El 2 de abril de 2024 lanzaron su primer sencillo desde 2021 y primera canción de bachata desde 2019, "Brindo Con Agua". Fue lanzado bajo el sello discográfico de Henry, Hustlehard Entertainment LLC. También es la quinta canción y el primer sencillo del grupo en el que Henry es el vocalista principal. Esta es la segunda canción de Aventura que aparece en uno de los proyectos en solitario de los miembros en lugar de un álbum del grupo, ya que es el octavo y principal sencillo del próximo sexto álbum de estudio de Henry, 2.0.  El álbum fue lanzado el 31 de mayo de 2024. Aventura ha adelantado un posible nuevo álbum grupal, pero aún no se ha confirmado nada.[cita requerida]

## Controversias
El miércoles 10 de diciembre de 2008 en un concierto del grupo Aventura en el Coliseo José Miguel Agrelot, Max el bajista del grupo, lanzó su micrófono al público sin querer, hiriendo a una fanática en el ojo izquierdo. El viernes 16 de julio de 2010, Max se declaró culpable de los cargos pagando una multa de 1000 dólares y una pena especial de 100.

## Estilo musical
El estilo musical de Aventura está compuesto primordialmente de fusiones musicales con base en la bachata dominicana; como la mayoría de los miembros de esta agrupación fueron criados en los Estados Unidos, su estilo musical ha sido influenciado por los ritmos populares que se escuchan allí: rock, hip hop, pop, R&B, y posteriormente reguetón.

## Miembros
- Anthony "Romeo" Santos - voz principal, compositor, coproductor
- Lenny Santos - guitarra, guitarra eléctrica, mandolina, arreglista, productor, director de banda
- Henry Santos - corista, compositor, productor
- Max Santos - bajista y rapero

## Álbumes

### Álbumes de estudio
Como Los Tinellers
- Trampa De Amor (1995)

Como Aventura
- Generation Next (1999)
- We Broke the Rules (2002)
- Love & Hate (2003)
- God's Project (2005)
- The Last (2009)

### Álbumes en vivo
- Aventura LIVE! 2002 (2002)
- Unplugged (2004)
- K.O.B. Live (2006)
- Kings of Bachata: Sold Out at Madison Square Garden (2007)
- Live From The World (2008) [Solo En República Dominicana]

### Sencillos
| Año  | Sencillo                                        | Posición en la lista | Posición en la lista | Posición en la lista | Posición en la lista | Álbum                                 |
| Año  | Sencillo                                        | EE. UU.              | EE. UU. Latin        | EE. UU. Latin Pop    | EE. UU. Latin Trop   | Álbum                                 |
| ---- | ----------------------------------------------- | -------------------- | -------------------- | -------------------- | -------------------- | ------------------------------------- |
| 2000 | «Cuándo volverás»                               | -                    | -                    | -                    | -                    | Generation Next                       |
| 2002 | «Obsesión»                                      | -                    | -                    | -                    | 32                   | We Broke the Rules                    |
| 2003 | «Llorar»                                        | -                    | -                    | -                    | 8                    | Love & Hate                           |
| 2004 | «Hermanita»                                     | -                    | 33                   | -                    | 3                    | Love & Hate                           |
| 2004 | «Angelito»                                      | -                    | -                    | -                    | 17                   | God's Project                         |
| 2005 | «La boda»                                       | -                    | -                    | -                    | 2                    | God's Project                         |
| 2005 | «Ella y yo» (Dúo con Don Omar)                  | 97                   | 2                    | 32                   | 10                   | God's Project                         |
| 2005 | «Un beso»                                       | -                    | 6                    | -                    | 2                    | God's Project                         |
| 2006 | «Los infieles»                                  | -                    | 4                    | -                    | 1                    | K.O.B. Live                           |
| 2007 | «Mi corazoncito»                                | -                    | 2                    | 15                   | 1                    | K.O.B. Live                           |
| 2008 | «El perdedor»                                   | -                    | 5                    | 7                    | 1                    | K.O.B. Live                           |
| 2008 | «Lágrimas»                                      | -                    | -                    | -                    | -                    | Tributo a José José,Latin Grammy 2008 |
| 2009 | «Por un segundo»                                | -                    | 1                    | 7                    | 1                    | The Last                              |
| 2009 | «All Up 2 You» (Featuring Akon, Wisin & Yandel) | 108                  | 4                    | 14                   | 2                    | The Last                              |
| 2009 | «Su veneno»                                     | -                    | 4                    | 6                    | 1                    | The Last                              |
| 2009 | «Dile al amor»                                  | -                    | 1                    | 2                    | 1                    | The Last                              |
| 2010 | «El malo»                                       | 116                  | 5                    | 5                    | 1                    | The Last                              |
| 2010 | «El desprecio»                                  | -                    | -                    | -                    | 40                   | The Last                              |
| 2010 | «Tu jueguito»                                   | -                    | -                    | 27                   | -                    | The Last                              |
| 2010 | «La curita»                                     | -                    | 46                   | 33                   | 6                    | The Last                              |
| 2019 | «Inmortal»                                      | 95                   | 5                    | -                    | 1                    | Utopía                                |
| 2021 | «Volví» (con Bad Bunny)                         | -                    | -                    | -                    | -                    |                                       |
| 2024 | «Brindo con agua»                               | -                    | -                    | -                    | -                    | '                                     |

#### Sencillos en colaboración
| Año  | Sencillo                                      | Posición en la lista | Posición en la lista | Posición en la lista   | Álbum            |
| Año  | Sencillo                                      | Hot Latin Tracks     | Latin Pop Airplay    | Latin Tropical Airplay | Álbum            |
| ---- | --------------------------------------------- | -------------------- | -------------------- | ---------------------- | ---------------- |
| 2006 | «No, no, no» (Thalía con Aventura)            | 4                    | 4                    | 5                      | El sexto sentido |
| 2006 | «Noche de sexo» (Wisin & Yandel con Aventura) | 4                    | -                    | 10                     | Pa'l mundo       |

## Colaboraciones
- «We Got the Crown» (con Tego Calderón)
- «Pam pam remix» (con Wisin y Yandel)
- «Los infieles remix»(con Frankie J)
- «You're Lying» (con Nina Sky)
- «Me voy Remix» (con Héctor Acosta)
- «El perdedor remix» (con Ken-Y)
- «Spanish Fly» (con Ludacris y Wyclef Jean)
- «Noche de sexo» (con Wisin y Yandel)
- «Ella y yo» (con Don Omar)
- «No, no, no» (con Thalía)
- «All Up 2 You» (con Wisin y Yandel y Akon)
- «Ciego de amor» (con Antony Santos)
- «Chiquitita» (con Leonardo Paniagua)
- «Me tiene miedo» (con Erre XI)
- «Mayor Que Yo (Aventura Remix) (con Luny Tunes)
- «El malo remix» (con Sensato del Patio)
- «Inmortal» (con Romeo Santos)
- «Volví» (con Bad Bunny)

## Premios y nominaciones
| Año  | Premio             | Categoría    | Nominados    | Resultado | Referencia |
| ---- | ------------------ | ------------ | ------------ | --------- | ---------- |
| 2025 | Premios Lo Nuestro | Tour del año | Ellos mismos | Ganadores | [ 12 ]     |